# Бобруйский курьер
Бобруйский курьер — бобруйская городская общественно-политическая газета. Одна из старейших газет Белоруссии. Издается с 1991 года (в 1914—1920 годах выходила одноименная газета). Выходит на русском и белорусском языках один раз в неделю в среду. Содержит материалы об общественно-политической, культурной жизни Бобруйска и Белоруссии, публикует уголовную хронику, спортивные новости, объявления, программу телевидения, рекламу, имеет развлекательные рубрики и т. п. Ранее имела ежемесячное дополнение — православный вестник «Светлячок».

## История

### 1914—1920 годы
31 августа 1914 года была основана газета «Бобруйский курьер». Первым издателем и редактором газеты был Гиллер Фававич Фридлянд, владелец типографии, театра и цирка. Вначале «Бобруйский курьер» выходил только на русском языке, позиционировал себя как ежедневное беспартийное издание. Он был того же формата, что и сегодня, но издавался на четырех страницах. В газете широко освещались как местные, так и международные события, печаталась уголовная хроника, публиковались стихи, проза, фельетоны. Было множество рекламных объявлений, которым предоставлялась практически вся первая полоса. Основанная одновременно с началом Первой мировой войны, газета стремилась информировать своего читателя о военных событиях. В газете выходила постоянная рубрика «Война. Сообщения Ставки», в которой содержались краткие информации о ходе боев с немцами, регулярно печатались телеграммы Штаба Верховного Главнокомандующего, Петроградского Телеграфного агентства, международных телеграфных агентств. С 1916 при газете издавался дополнение — «Телеграммы» Бобруйского курьера". «Бобруйский курьер» выходил с перерывом на немецкую оккупацию (февраль — ноябрь 1918), в июле 1920, с уходом польских войск и с окончательным приходом советской власти, был закрыт, как и все негосударственные газеты.

### С 1991 года
Выход газеты был возобновлен в 1991, — сначала как дополнение к областной газете «Могилевская правда», затем — как самостоятельный проект.
С 2006 и по 2009 год газета не продавалась в госкиосках «Союзпечати». В 2009 г. власти разрешили «Бобруйскому курьеру» вернуться в государственную систему распространения. Но в результате моголетненго противодействия и прямых репрессий, в 2010 году газета оказалась на грани банкротства. С августа того же года газета выходит только в электронном варианте как ежедневное информационное издание:
«Последние семь лет власти делали все, чтобы экономически задушить «Бобруйский курьер». В результате за эти годы газета не смогла заработать столько средств, сколько за этот же период наши ближайшие конкуренты. Перспективы для газеты пока не очень ясны. Может быть, наши шаги по выходу из сложившейся ситуации и приведут к чему-то, однако пока об этом трудно говорить». Мы находимся в довольно специфической среде. В Бобруйске наибольшее количество газет после Минска. Специфика заключается в том, что власти считают все газеты своими слугами. Так считает идеологическая вертикаль. Например, на день печати все руководители местных газет, кроме двух, были приглашены в горисполком и получили дипломы и денежные премии. Нам много раз приходилось слышать, что мы не о том пишем. Не надо было писать о том и том. Да, мы потеряли деньги, однако сохранили свои жизненные ценности, что важнее денег. Мы, как и прежде, считаем, что профессия журналиста - это не профессия лакея», – подчеркнул Анатолий Санотенко.